# Karlov (Roztoky)
Karlov je malá vesnice, součást obce Roztoky v okrese Rakovník ve Středočeském kraji. Nachází se asi 6,5 kilometru jihovýchodně od Roztok. Vesnici tvoří dvě části s místními názvy Karlov a Placanda, ta se nachází u křižovatky silnic třetí třídy III/23314 a III/23613, západně od Karlova. Vesnicí prochází silnice druhé třídy II/236 vedoucí z Roztok do Zdic. U Karlova pramení Karlovský potok, který se ve východní části katastrální výměry vesnice, nedaleko Nového Jáchymova vlévá do Hořejšího rybníka. Centrum osady tvoří kruhový zemědělský dvůr, který je kulturní památkou. Na sever od Karlova po cestě po silnice II/236 směrem k Roztokům se nachází lovecký zámeček Leontýn, jehož součástí je domov pro osoby se zdravotním postižením.

## Historie
Jádrem osady je objekt karlovského dvora. V době zintenzivnění chodu statku se ale nestavěly domy pro bydlení pracovníků zaměstnaných na statku. Zaměstnanci proto museli v té době docházet na práci ve statku z okolních obcí. Tito zaměstnanci pak sepsali v roce 1823 petici a podali ji k vrchnosti. Požádali, aby jim vrchnost povolila postavit si pár chalup, z nichž by bylo blízko na práci do lesa i do dvora. Vybrali si místo, které je dodnes zvané U Buku. Vyřízení této petice trvalo pět let, takže výstavba domků byla schválena a zahájena teprve v roce 1828. Podmínkou povolení stavět ovšem bylo, že stavebníci budou kromě práce v lese pracovat také ve žních a seči sena, a rovněž i na statku Karlov. A tak vznikla malá osada, pozdější Karloves, nynější Karlova Ves (vzdálená od Karlova asi 2,5 kilometru).
Roku 1845 pak došlo ke stavbě obydlí pro zaměstnance pracující na statku a jejich rodiny v přímém sousedství statku. Důvodem patrně byla jednak obvyklá ekonomická úvaha a také vnější společenské podmínky, protože vznikala možnost vykoupit se z roboty. To by způsobovalo problémy se zajištěním chodu statku. Domky byly velmi skromné, jednalo se o chalupy o jedné, maximálně o dvou místnostech, jenom výjimečně šlo o jednopatrové obytné domy. Možnost nastěhování byla ovšem vázána na splnění řady podmínek, které museli osadníci plnit (práce celé rodiny na statku, mravný život), ale bez jakýchkoliv záruk v případě choroby a pracovní neschopnosti. S tím byly spojeny i nároky na určité malé podíly z chodu statku.
Statek Karlov měl podle dokladů z Křivoklátského archivu svěřenu v průběhu druhé poloviny devatenáctého století také určitou pravomoc, pokud šlo o hospodaření, údržbu a opravy sousedících statků i některého souvisejícího majetku sousedících obcí. Z toho se dá soudit, že měl mezi svými zaměstnanci i určitý malý počet hospodářských a správních úředníků. Okolo roku 1900 tak pracovalo na statku okolo 45 zaměstnanců. Bylo tu i 45 školou povinných dětí. Děti chodily do školy do Karlovy Vsi, Broum a Nového Jáchymova, což pro ně bylo v zimě a ve špatném počasí obtížné. Na základě petice obyvatel Karlova pak byla povolena stavba vlastní malé a chudé školy, která byla s velkou slávou otevřena 13. července 1913.

## Obecní správa
Při sčítání lidu v letech 1880–1899 Karlov byl osadou obce Roztoky v okrese Rakovník. V následujícím období byla evidenční čast obce úředně zrušena.

## Pamětihodnosti
- Dvůr Karlov